# Народна револуционарна влада Гренаде
Народна револуционарна влада (енгл. People's Revolutionary Government of Grenada) проглашена је 13. марта 1979. године, када су припадници Покрета Њу Џул срушили владу Гренаде у револуцији. Нова влада је суспендовала устав и прогласила декрете, све док није срушена инвазијом војске САД 25. октобра 1983. године.

## Историја
Покрет Њу Џул под вођством Мориса Бишопа био је током 1970-их главна опозициона партија на Гренади. Године 1979. чланови партије одлучили су збацити с власти председника Ерика Гејрија, које је владао Гренадом од њеног стицања независности 1974. године. Док је Гејри био на пут ван земље, активисти партије су заузели радио-станицу, касарну и остале важне објекте на острву. Заузимање локација извршили су припадници Народне револуционарне армије, милитантног крила партије.
Морис Бишоп је преко радија прогласио Народну револуционарну владу. Устав је суспендован, а партија је прогласила нове законе. НРВ је организовала кабинет у којем је Бишоп био премијер државе. Све политичке партије, осим Покрета Њу Џул су биле забрањене.
НРВ је убрзо успоставила бликсе односе са владом Кубе, па су Кубанци убрзо почели да шаљу помоћ Гренади и помажу при изградњи аеродрома на острву. НРВ је такође покренула планове за формирање ефикасне армије на острву.
До 1983. године, почеле су се формирати супарничке фракције унутар НРВ-а. Група окупљена око заменика премијера, Бернарда Корда, покушала је уверити Бишопа да формира владу у којој ће да дели власт са Кордом. Корд је с временом ставио Бишопа у кућни притвор и преузео власт над НРВ-ом. Уклањање Бишопа узроковало је велике демонстрације диљем острва. Демонстранти су ускоро ослободили Бишопа из притвора.
Бишоп је затим отишао до стожера војске у Форт Руперту, након чега су стожер напале јединице лојалне Корду. Напад је узроковао смрт многих цивила, а Бишоп је са још неколико министара стрељан.
Након Бишопове смрти, власт је преузела војна влада названа Револуционарно војно веће под вођством генерала Хадсона Остина, а НРВ је престао да постоји. Војна влада је била на власти шест дана, након чега су постројбе САД-а извршиле инвазију на острво и успоставиле проамеричку владу.